# Parco delle valli d'Argon
Il parco delle valli d'Argon è un parco locale di interesse sovracomunale (PLIS) che si sviluppa nell'area collinare a cavallo dei comuni di Albano Sant'Alessandro, Cenate Sotto, San Paolo d'Argon, Torre de' Roveri, in provincia di Bergamo.

## Il parco
Il primo passo verso la costituzione del parco risale al 1983, quando venne introdotta una legge regionale (n. 86 /1983) la quale introdusse accanto ai parchi regionali i parchi locali di interesse sovracomunale (Plis). Questa ordinanza ha dato la possibilità ai comuni di promuovere l'istituzione di zone protette.
Tra queste venne inclusa anche l'area in questione, che venne riconosciuta ufficialmente il 23 marzo 2006 tramite la delibera numero 116 della giunta provinciale.
La gestione del parco è affidata al comune di San Paolo d'Argon.
L'obiettivo comune è salvaguardare il patrimonio paesaggistico e ambientale del territorio collinare conservandone le biodiversità in un territorio sottoposto ad un'intensa cementificazione, promuovere l'educazione ambientale, valorizzare le attività agricole presenti, sviluppare e integrare il sistema delle connessioni con altri parchi esistenti, creando una soluzione di continuità con l'attiguo Parco del monte Bastia e del Roccolo e la vicina Oasi WWF di Valpredina.
Ed ancora recuperare sia le zone degradate che i sentieri e le mulattiere, istituendo nuovi percorsi e cercando di promuovere le attività turistiche tramite la pratica di attività sportive quali mountain bike, trekking ed equitazione.

## Territorio

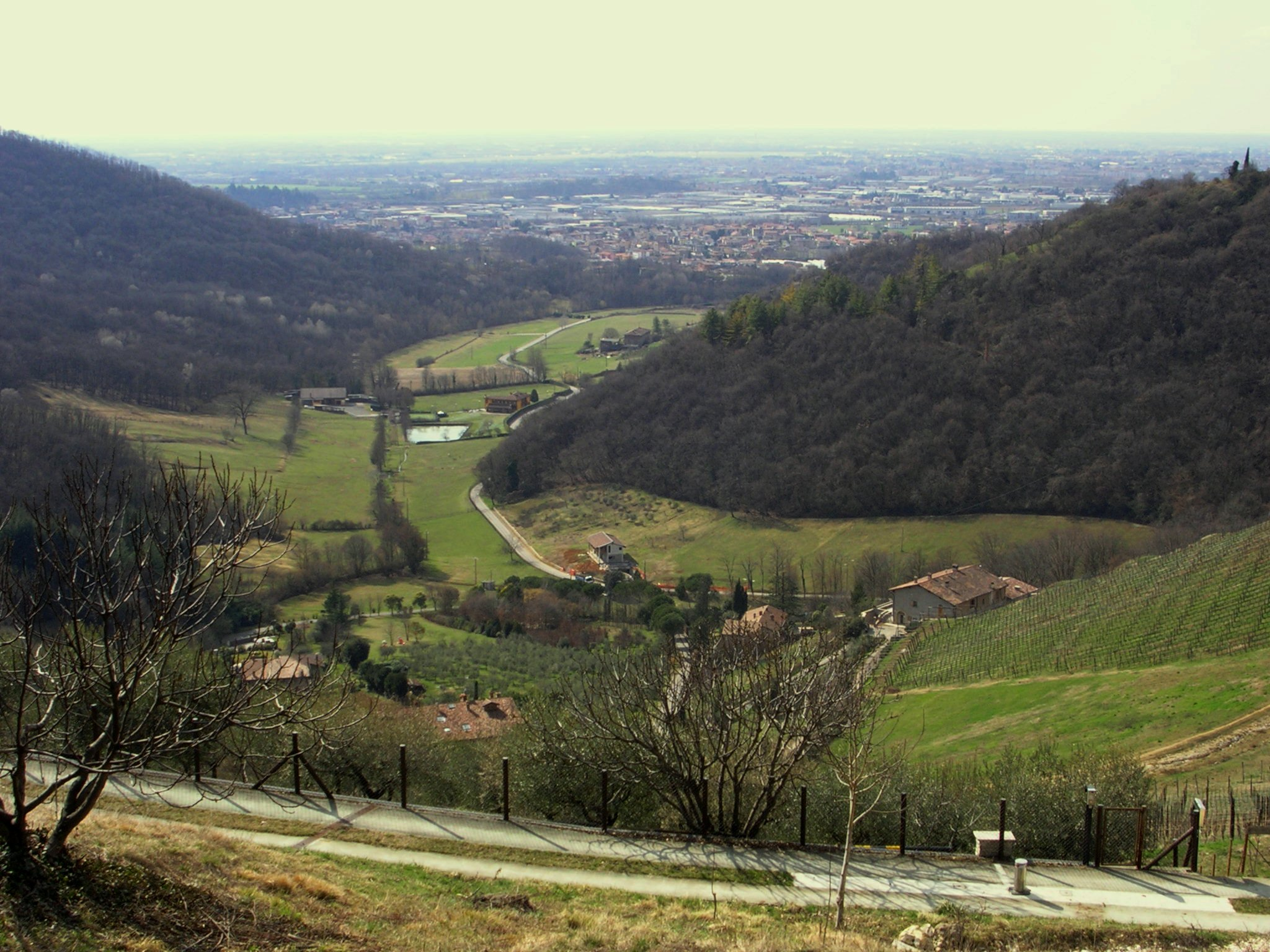
La valle d'Albano vista dal Colle d'Argon

Il PLIS si sviluppa nella zona centrale della provincia di Bergamo, nella fascia pedemontana che rappresenta una cerniera tra la pianura e le valli.
Posta ai margini dell'hinterland della città di Bergamo, da cui dista una decina di chilometri in direzione nord-est, si estende sulle colline che fanno capo al monte d'Argon, estrema propaggine del monte Misma che funge da divisoria tra le valli Seriana e Cavallina.
I limiti territoriali sono dati, nella fascia che va da sud-ovest verso sud-est, dagli abitati di Torre de' Roveri, Albano S.Alessandro e San Paolo d'Argon, a nord dal corso del Rio Seniga, in territorio di San Paolo d'Argon e ad ovest dal colle che delimita la valle Serradesca.
Il tutto per una superficie totale pari a 648,5 ettari (Albano Sant'Alessandro 198,5 ha, Cenate Sotto 60 ha, San Paolo d'Argon 120 ha e Torre de' Roveri 270 ha) e con un dislivello altimetrico compreso tra i 248 metri s.l.m. ai 482 metri s.l.m. del colle d'Argon.
Di particolare pregio sono gli edifici religiosi posti alle estremità del crinale del colle d'Argon, collegati tra loro da un ampio ed agevole sentiero: l'eremo di santa Maria d'Argon ed il santuario di San Giorgio, che domina il sottostante paese di Albano S.Alessandro.
Lungo questa direttrice l'ambito orografico assume una disposizione definita a ventaglio, che permette lo sviluppo di numerose piccole valli in differenti direzioni:
la valle del Rio Seniga che segue un andamento da nord-est a sud-ovest, totalmente differente dallo sviluppo est-ovest della Valle di Albano, della valle di Torre de'Roveri e dalla valle Serradesca.
Conseguentemente numerosi sono i corsi d'acqua che compongono la rete fluviale: i principali, che comunque mantengono caratteristiche torrentizie, sono il Rio Seniga, che solca l'omonima valle compresa tra il monte d'Argon e la Costa dei Brugaletti, e la Valle di Albano che prende il nome dalla valle dove scorre, entrambi tributari del torrente Zerra, che nasce nella val Serradesca. Sono inoltre presenti, in modo meno importante, il Fosso Gambarone ed il Tadone.
Dal punto di vista geologico la zona è composta da depositi originari del Cretaceo, in un periodo compreso tra l'Albiano Superiore ed il Pleistocene superiore, a cui si sono sovrapposti strati calcarei di natura alluvionale.

## Flora

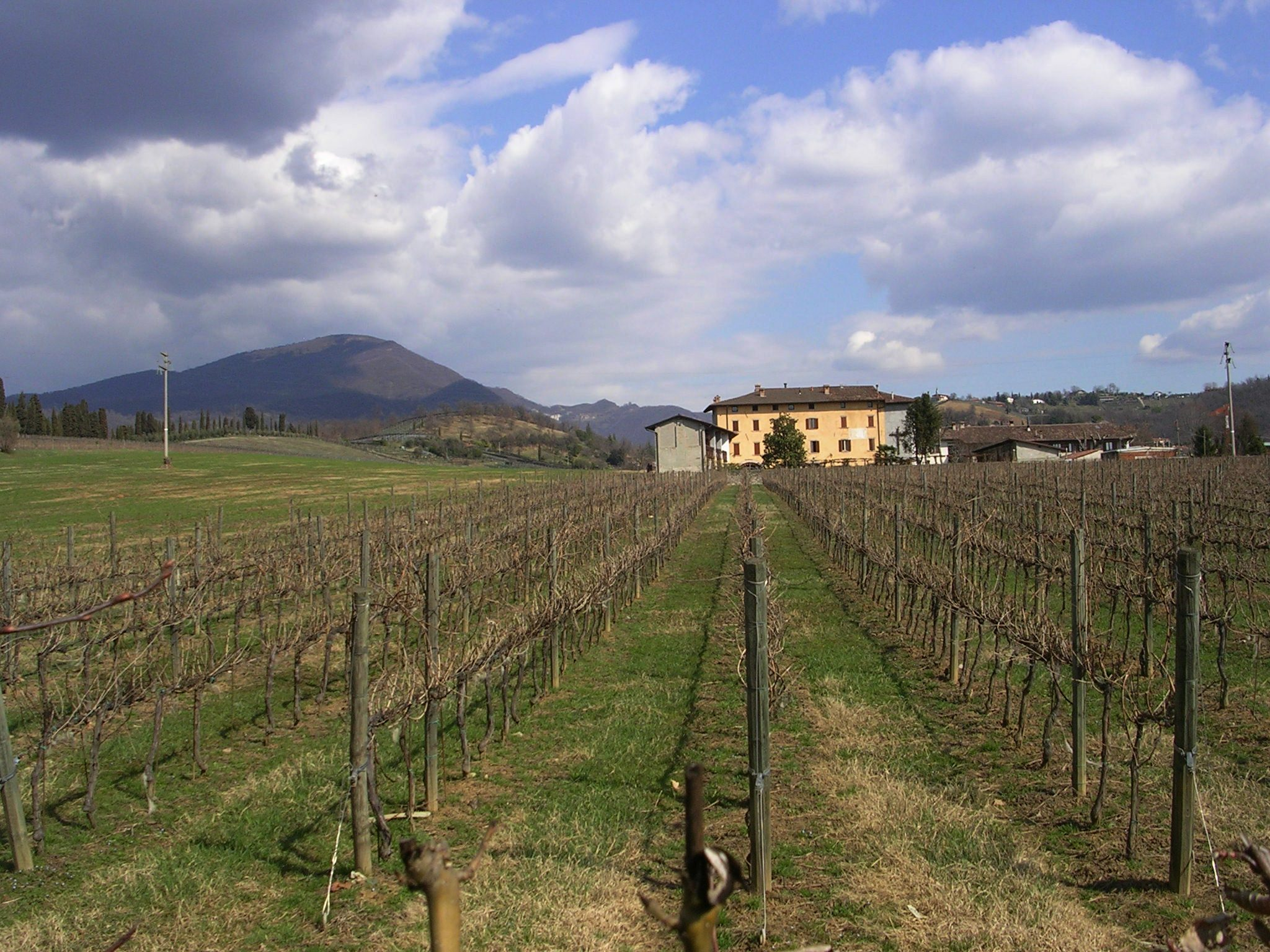
Coltura a vite presso la cascina Tordèla; sullo sfondo il Monte Misma

La vegetazione del parco si differenzia prevalentemente in base all'esposizione del versante in cui si trova: sui declivi esposti a nord è predominante la presenza di boschi (che ricoprono circa il 35% dell'intera superficie del PLIS), così come nelle fasce lungo il corso dei torrenti, mentre nelle zone assolate esposte a sud dominano le colture della vite e dell'ulivo. A tal riguardo la zona è inclusa nell'area di produzione enologica denominata Valcalepio, con produzione che va dal Pinot al Chardonnay, dal Merlot al Cabernet, e che vede come elemento caratterizzante il Moscato di Scanzo.
Numerose sono le specie arboree: il carpino bianco e nero, l'orniello, la roverella, il nocciolo, l'ontano nero, il salice, il platano ed alcuni esemplari plurisecolari di querce di rilevanza naturalistica.
Le specie alto arbustive presenti sono: la sanguinella, la lentaggine, il ligustro, la cornetta, l'erba trinità, il ciclamino delle Alpi, l'elleboro bianco, i carici, l'amelanchier, il ginepro, il crespino, il citiso, il prugnolo selvatico, il pallon di maggio, il sambuco, l'equiseto dei campi e la robinia.

## Fauna

### Avifauna

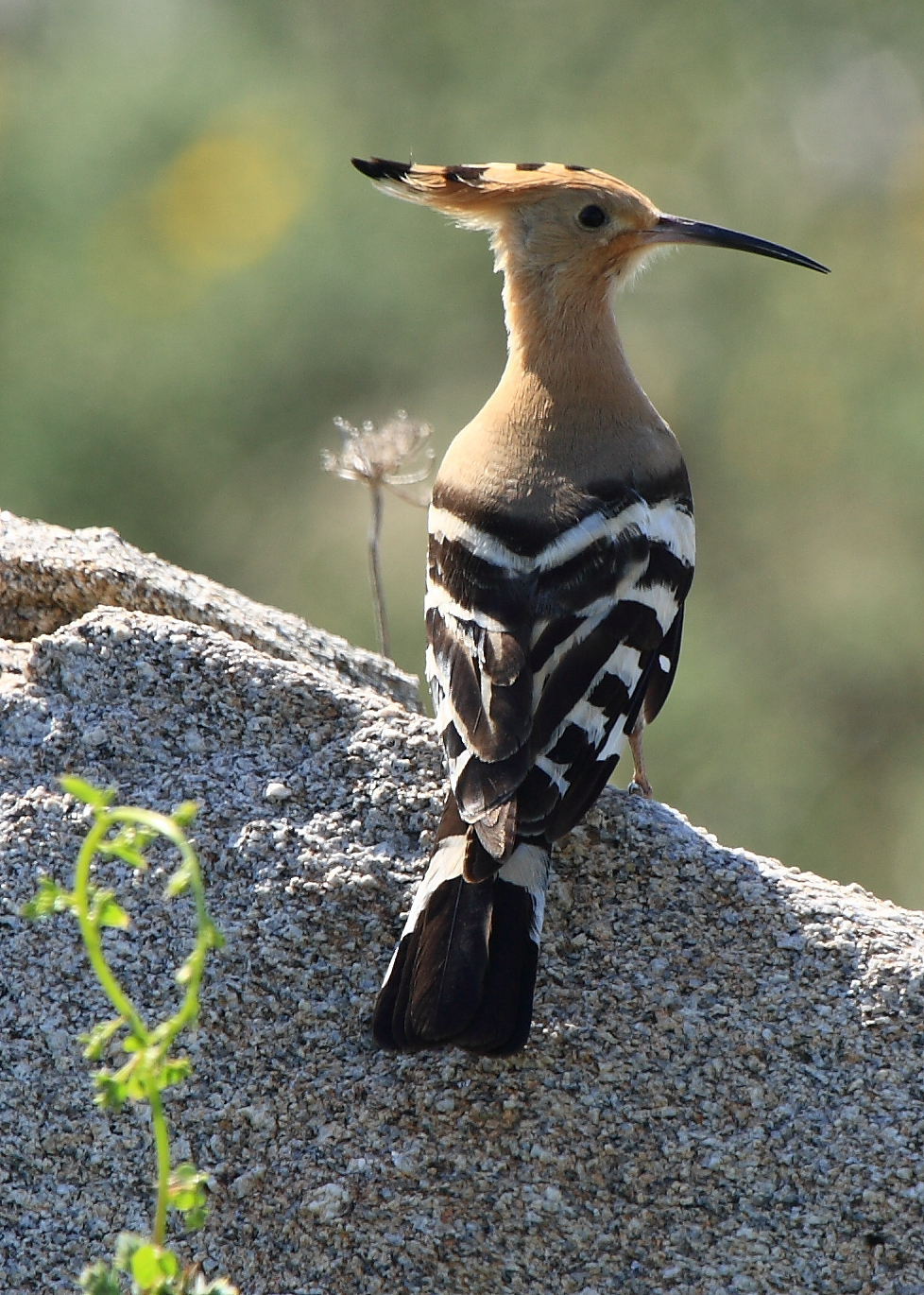
L'upupa

Tra tutti i gruppi faunistici, il più numeroso è sicuramente quello degli uccelli, che vede circa 57 specie nidificanti, il 77% delle quali appartiene ai passeriformi, ed il 40% delle stesse è soggetta a migrazione.
Molto diffusi sono la tortora dal collare orientale, il cuculo, il rondone, il balestruccio, la ballerina bianca, il merlo, la capinera, il pigliamosche, la cinciallegra, la cornacchia grigia, lo storno, la passera d’Italia, il fringuello, il verzellino, il verdone ed il cardellino.
Negli ambienti boschivi si possono trovare la poiana, il colombaccio, l'allocco, lo scricciolo, il pettirosso, l'usignolo, il tordo bottaccio, il codibugnolo, la cincia mora, la cinciarella, il luì bianco, il luì piccolo ed il luì verde, il picchio muratore, il rigogolo e la ghiandaia; mentre negli ambienti aperti vi sono il fagiano, la civetta, il succiacapre, l'upupa, il torcicollo, l'allodola, il prispolone, la ballerina gialla, il codirosso, lo stiaccino, il saltimpalo, l'usignolo di fiume, il canapino, la sterpazzola, l'averla piccola e l'averla capirossa, la gazza, la passera mattugia, lo zigolo giallo e lo strillozzo.
Di particolare interesse sono specie rare quali la bigia grossa e la bigia padovana, il calandro e l'assiolo.

### Mammiferi
I mammiferi presenti si dividono tra roditori quali il moscardino, l'arvicola, il topo selvatico, il topo dal collo giallo, lo scoiattolo rosso eurasiatico ed il surmolotto; eulipotifli come la crocidura minore, il riccio e il toporagno eurasiatico; carnivori come la donnola, la volpe, il tasso, la faina; ed altri tra cui la lepre, i pipistrelli del genere Myotis, il capriolo ed il cinghiale, con quest'ultimo in rapida espansione.

### Rettili ed anfibi
Per quanto riguarda i rettili, i più diffusi sono l'orbettino, il biacco, il colubro di Esculapio, il ramarro occidentale, la lucertola muraiola e la biscia d'acqua.
Tra gli anfibi vi sono la raganella padana, la rana verde, il rospo comune, il rospo smeraldino, la rana agile e la salamandra pezzata.